# Franco Venanti
Franco Venanti (* 6. listopadu 1930 Perugia) je italský malíř a spisovatel.

## Působení
Roku 1963 založil v Perugii spolu s dalšími umělci sdružení "Luigi Bonazzi", věnované propagaci historických, vědeckých a uměleckých aspektů Umbrie, a do roku 1974 byl jeho předsedou. V roce 1970 poprvé vystavoval v zahraničí na bienále v Madridu a Barceloně. V roce 1993 uspořádal samostatnou výstavu v Thomas & Gallery Kou Saburo Hwang v Tokiu. Jeho díla jsou v mnoha soukromých i veřejných sbírkách v Německu i v dalších zemích.

## Ocenění
V roce 1985 jej premiér Sandro Pertini jmenoval velkodůstojníkem Řádu za zásluhy o Italskou republiku. V roce 2003 mu Carlo Azeglio Ciampi udělil medaili za dobrou vůli kulturních a uměleckých záležitostí. Město Perugia jej následně zapsalo do Zlaté knihy nejznámějších občanů.